# 前676年
| 千纪： | 前1千纪 |
| 世纪： | 前8世纪 \| 前7世纪 \| 前6世纪 |
| 年代： | 前700年代 \| 前690年代 \| 前680年代 \| 前670年代 \| 前660年代 \| 前650年代 \| 前640年代                                                                                 |
| 年份： | 前681年 \| 前680年 \| 前679年 \| 前678年 \| 前677年 \| 前676年 \| 前675年 \| 前674年 \| 前673年 \| 前672年 \| 前671年                                                   |
| 纪年： | 周惠王元年 魯莊公十八年 齊桓公十年 晉献公元年 郑厉公后四年 宋桓公六年 楚堵敖元年 衛惠公二十四年 秦德公二年 陳宣公十七年 蔡哀侯十九年 燕庄公十五年 曹庄公26年 杞共公五年 |

## 大事记
- 拉科尼亚的卡利斯提尼贏得了第26屆古代奥林匹克运动会田徑比賽的冠軍
- 埃兰國王乌尔塔克（英语：Urtaku）登基。在他統治期間埃蘭和巴比倫尼亞的關係惡化

## 逝世
- 秦德公，秦國君主（前709年出生）。